# Bridget Ogilvie
Dame Bridget Margaret Ogilvie (nacida el 24 de marzo de 1938) es una científica australiana y británica.

## Educación
Ogilvie nació en 1938 en Glen Innes, Nueva Gales del Sur, Australia, sus padres John Mylne y Margaret Beryl (née McRae) Ogilvie. Durante sus años de escuela primaria, tenía un solo maestro y otros tres compañeros en su clase. Asistió al colegio «New England Girls' School», terminando en 1955. Completó un BSc en Ciencias Rurales en la Universidad de Nueva Inglaterra, graduándose con la medalla de la universidad en 1960. Fue galardonada con una beca de la «Commonwealth» para asistir al Girton College, en Cambridge, donde obtuvo un doctorado por su trabajo en «Nippostrongylus brasiliensis».

## Carrera
Ogilvie se unió al departamento de Parasitología del Instituto Nacional de Investigaciones Médicas del Consejo de Investigación Médica (NIMR) en 1963 y pasó su carrera académica allí investigando respuestas inmunes a los nematodos (gusanos intestinales) hasta 1991, cuando fue nombrada Directora del Wellcome Trust. Permaneció como directora hasta 1998, cuando el Trust estaba dirigiendo su atención al compromiso «público con la ciencia».
Ogilvie fue la primera Presidente de la Junta de «Medicines for Malaria Venture (MMV)». Desde su retiro, ha desempeñado un papel importante en el compromiso público con la ciencia y la ciencia en la educación. Como fideicomisaria del Museo de las Ciencias y presidenta del fideicomiso de enseñanza de la ciencia «AstraZeneca», fue presidenta de COPUS y Techniquest. Se ha desempeñado actualmente como vicepresidenta de la junta directiva de «Trustees of Sense About Science» y es profesora invitada en la University College London.

## Premios y honores
En 1994, Ogilvie ganó el Premio Kilgerran de la Fundación para la Ciencia y la Tecnología. En la Lista de Honores de Año Nuevo de 1996, Ogilvie fue nombrada Dame Comandante de la Orden del Imperio Británico (DBE) y fue elegida como Miembro de la Royal Society (FRS) en 2003. En 2007, fue nombrada Compañera de la Orden de Australia (AC), el más alto honor civil de Australia, con la cita: «Por el servicio a la ciencia en el campo de la investigación biomédica, particularmente relacionada con la parasitología veterinaria y médica, y mediante el apoyo a la financiación de la investigación para mejorar la salud mundial».
Es miembro del Consejo Asesor de la Campaña de Ciencia e Ingeniería. En 2008 fue elegida por la Academia Australiana de Ciencias. Es miembro honoraria del «St Edmund's College», Cambridge. También es miembro honoraria de la Sociedad Británica de Inmunología.